# زورق دورية

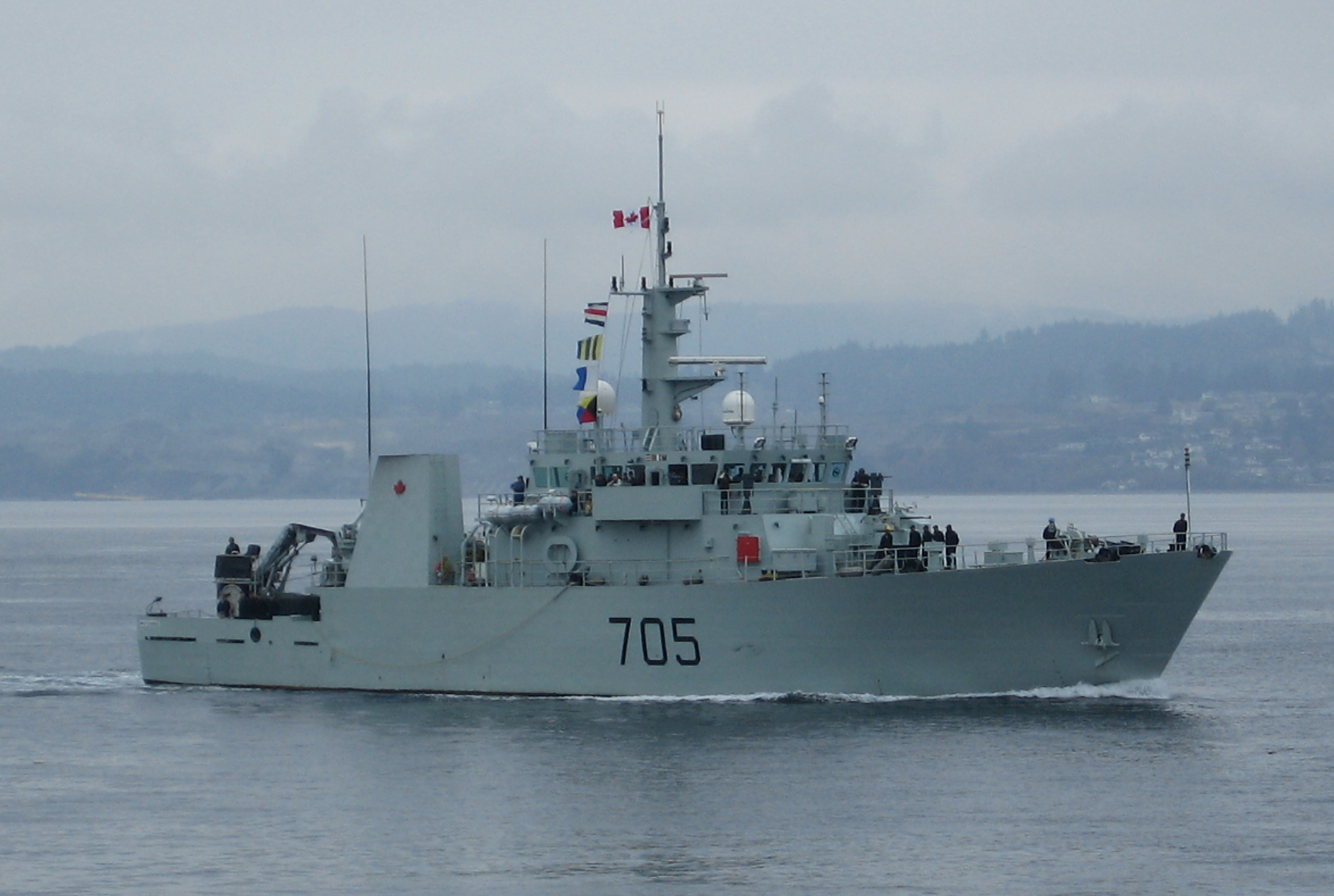
زورق دورية كندي

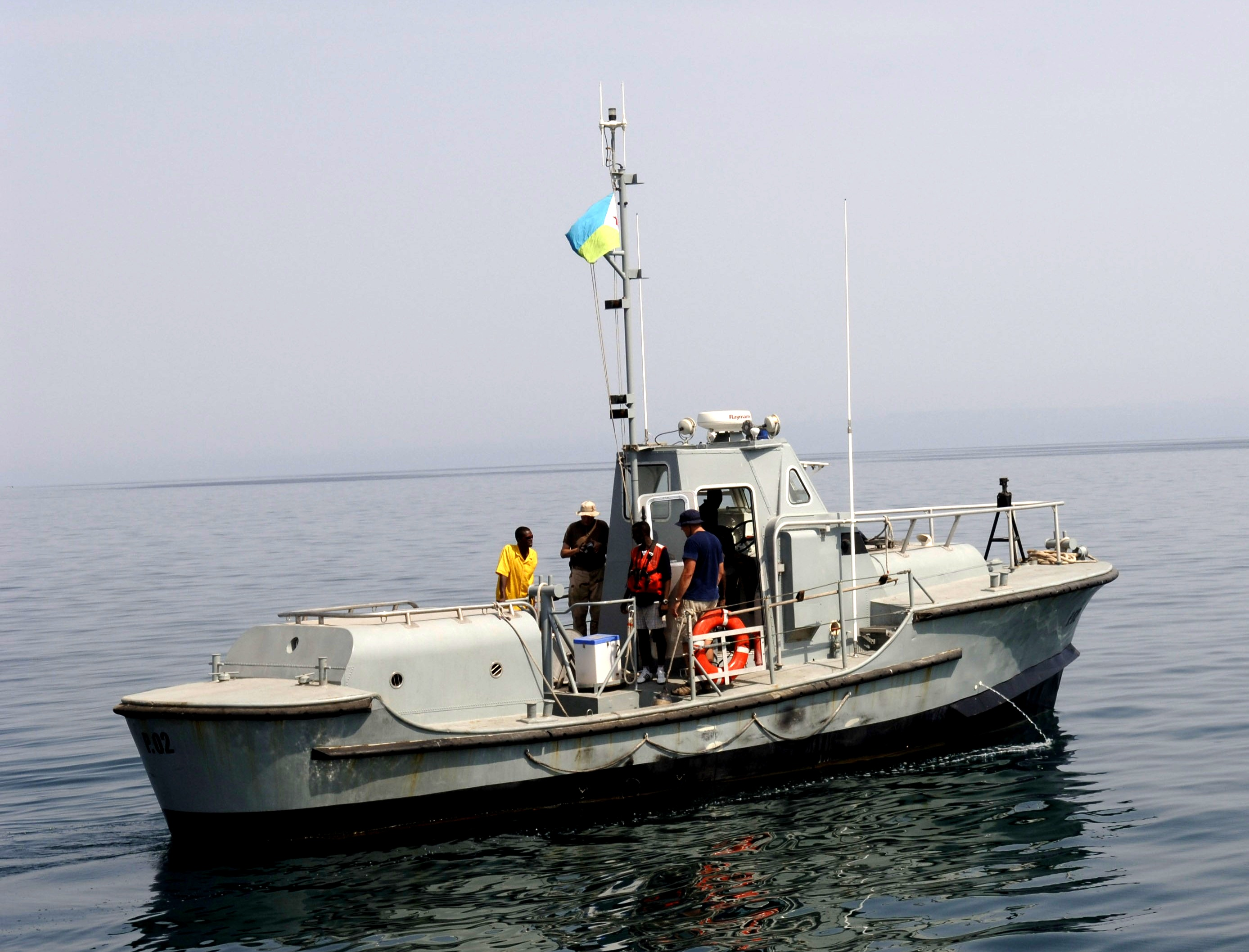
زورق دورية بدولة جيبوتي

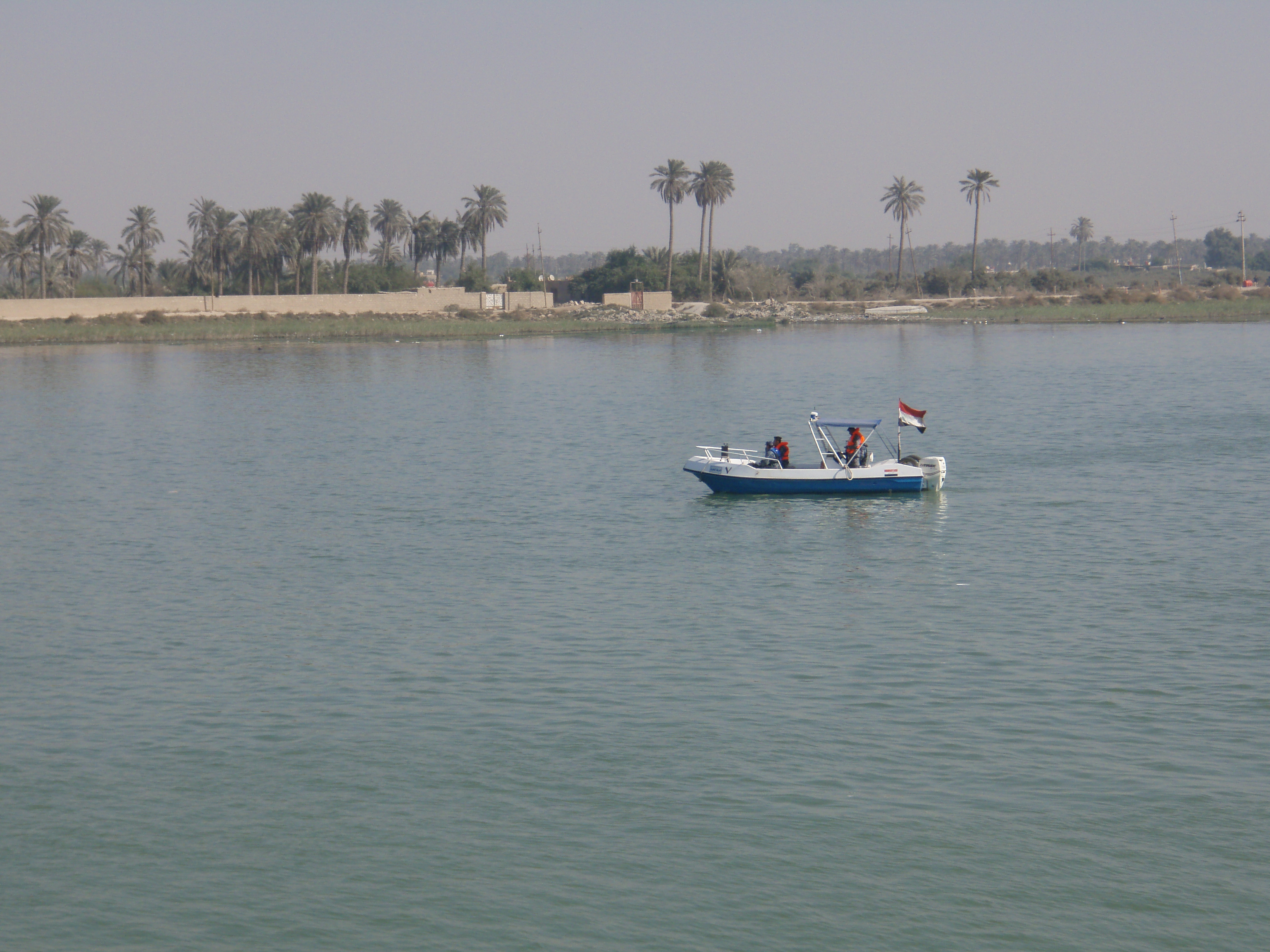
زورق دورية لدولة العراق بشط العرب.

زورق الدورية عبارة عن سفينة بحرية صغيرة تصمم لغرض القيام بمهمات الحماية الساحلية، تتنوع تصاميم زوارق الدورية فتتراوح من حيث الحجم والتسليح إلا أنها بشكل عام أصغر القطع الحربية في الأسطول البحري وطول زوراق الدورية بالغالب حوالي 30 مترا وتصل سرعة الزورق لحوالي 25 إلى 30 عقدة بالساعة، تستخدم هذه الزوارق من قبل القوات البحرية أو خفر السواحل وأحياناً الشرطة النهرية، ويتم تسليح هذه الزوارق بحسب طبيعة المهام التي توكل إليها سواء بالمدفعية أو الصواريخ أو الطوربيد.